# College Tour
College Tour (tot 2010 NOVA College Tour) is een Nederlands televisieprogramma waarin studenten onder leiding van een moderator een inspirerende gast hun vragen stellen. Het wordt uitgezonden op zondagen om 20.20 uur bij KRO-NCRV op NPO 2. Voorheen werd het programma uitgezonden door achtereenvolgens de NPS, de NTR en BNNVARA.

## Programma
Het programma wordt gepresenteerd door Twan Huys. Het concept is bedacht door Huys. Hij was van 1999 tot 2007 als correspondent werkzaam voor de publieke omroep, in New York en Washington. Daar werd hij geïnspireerd door de zogenaamde town hall meetings tijdens de Amerikaanse verkiezingen.
In 2024 werkte Twan Huys samen met masterstudenten Journalistiek en Nieuwe Media aan de Universiteit Leiden om een nieuwe reeks afleveringen van College Tour, de podcast! te presenteren. In deze podcastreeks krijgen acht gerenommeerde journalisten de kans om hun kennis te delen met een publiek van journalisten in een collegezaal.

## Gasten
Bekende Nederlanders die in College Tour te gast zijn geweest, zijn onder meer Mark Rutte, Youp van 't Hek, Guus Hiddink, André Kuipers en Johan Cruijff. Onder de buitenlandse gasten bevonden zich Richard Branson, Robbie Williams, Sting, de dalai lama, Shimon Peres, Nigella Lawson,  Desmond Tutu, Jerry Springer en Bernardo Bertolucci.

### Ophef
In oktober 2012 ontstond maatschappelijke ophef in de media rondom een uitzending met als gast de crimineel Willem Holleeder.

## Trivia
- In 2019 werd het programma een seizoen gepresenteerd door Matthijs van Nieuwkerk, omdat Huys RTL Late Night ging presenteren. Dit seizoen vond als gevolg hiervan in z'n geheel op dezelfde locatie plaats (normaal gesproken wisselt de locatie), namelijk in Podium Mozaïek in Amsterdam.
- Op 22 oktober 2023 was er voor het eerst een verkiezingsdebat met lijsttrekkers die eerder in het programma te gast waren geweest.